# Macfarlandia
Macfarlandia arachnoides es una especie de coleóptero adéfago de la familia Carabidae. Es el único miembro del género monotípico Macfarlandia.